# Quokka
 Ikke at forveksle med Quagga.
Quokkaen (Setonix brachyurus) er en lille makropod på størrelse med en huskat. Det er det eneste medlem af slægten Setonix. Ligesom andre pungdyr i makropodfamilien, (såsom kænguruer og wallabyer) er quokkaen planteædende og hovedsagelig natlig.
Quokkaen findes på nogle mindre øer ud for Vestaustraliens kyst, især på Rottnest Island som ligger ud for byen Perth, og på Bald Island som ligger tæt ved byen Albany . Isolerede, spredte quokkabestande findes også på fastlandet i skov og kysthede mellem Perth og Albany. Dertil beboer en lille koloni et beskyttet naturreservat ved navn "Two Peoples Bay Nature Reserve".

## Udseende og adfærd
En quokka vejer 2,5 til 5,0 kg og er 40 til 54 cm lang med en 25 til 30 cm lang hale, hvilket er ret kort for en makropod. Den har en tæt kropsbygning med veludviklede bagben, afrundede ører og et kort, bredt hoved. Selvom den ligner en meget lille kænguru, kan den klatre i små træer og buske på op til 1,5 meter i højde. Dens grove pels er en gråbrun farve, som falmer til gulbrun på quokkaens underside. Quokkaen har en gennemsnitlig levealder på 10 år. Quokkaer er natdyr; de sover i løbet af dagen mellem planter ved navn Acanthocarpus preissii og bruger deres pigge til beskyttelse og skjul. 
Quokkaer har et promiskuøst parringssystem. Efter en måneds drægtighed føder hunner en enkelt unge. Hunnerne kan føde to gange om året og cirka 17 gange i løbet af deres levetid. Quokkaungerne bor i sin mors pung i seks måneder. Når ungerne forlader pungen, er de stadig afhængige af deres mors mælk i yderligere to måneder og er derfor fuldstændigt fravænnet omkring otte måneder efter fødslen. Hunnerne er kønsmodne efter cirka 18 måneder. Hvis en hunquokka med en unge i pungen forfølges af et rovdyr, kan hun forsætligt smide sin unge på jorden; ungen laver så lyde, som kan tiltrække rovdyrets opmærksomhed, mens moderen flygter.

## Opdagelse og navngivning
Quokkaen blev for første gang beskrevet af den hollandske søfarer Samuel Volckertzoon, da han skrev om at have set "en vild kat" på Rottnest Island i 1658. I 1696 forvekslede den hollandske opdagelsesrejsende Willem de Vlamingh dem med kæmpestore rotter, og navngav øen 't Eylandt 't Rottenest, som er hollandsk for "rotterede".
Ordet "quokka" stammer fra ordet gwaga, som kommer fra det aboriginske sprog Nyungar.

## Levevis
I naturen er quokkaernes levested begrænset til et meget lille område i den sydvestlige del af Vestaustralien med en række små spredte bestande. En stor gruppe findes på Rottnest Island, og en mindre gruppe på Bald Island nær Albany. Disse øer er fri for visse rovdyr såsom røde ræve og katte. På Rottnest er quokkaer almindelige og beboer en række forskellige levesteder, lige fra halvtørre kratområder til dyrkede haver.
Stikkende Acanthocarpus-planter, som ikke er behagelige for mennesker og andre relativt store dyr at gå igennem, er quokkaernes foretrukne soveplads. Her tilbringer den de fleste dagtimer, da den er et natdyr. Derudover er quokkaen kendt for sin evne til at klatre i træer.

## Føde
Ligesom de fleste andre makropoder spiser quokkaer mange typer vegetation, herunder græs, halvgræs og blade. En undersøgelse viste, at Guichenotia ledifolia, en lille buskart i Katost-familien, er en af quokkaens foretrukne spiser. Besøgende på Rottnest Island opfordres til aldrig at fodre quokkaerne, blandt andet fordi at "menneskelig mad" kan forårsage dehydrering og underernæring, hvilket er yderst skadeligt for quokkaens helbred. Da øen Rottnest har relativ stor mangel på ferskvand, stiller quokkaerne primært sine store vandbehov ved at spise vegetation. På fastlandet lever quokkaer kun i områder, der har mindst 600 mm regn om året. Quokkaer tygger drøv, ligesom køer.

## Udbredelse
Fra sent i 1700-tallet til sent i 1800-tallet var quokkaen vidt udbredt, og dens udbredelse omfattede et område på omkring 41.200 km2 i den sydvestlige del af Vestaustralien, herunder de to øer, Bald og Rottnest. I 1992, efter omfattende bestandnedgang i det 20. århundrede, var quokkaens udbredelse på fastlandet reduceret med mere end 50 % til et område på omkring 17.800 km2.
På trods af dens talrighed på de små øer, er quokkaen klassificeret som sårbar. På fastlandet, hvor den er truet af rovdyr, såsom ræve, katte og hunde, kræver quokkaen tæt bunddække til tilflugt, for at kunne overleve. Fjernelse af vegetationsområder, landbrugsudvikling og boligudvidelse har reduceret quokkaernes levesteder og bidraget til tilbagegang af arten, ligesom rydning og afbrænding af de resterende sumpområder. Desuden har quokkaer en kuldstørrelse på én, så selvom de konstant parrer sig, bidrager den lille kuldstørrelse samt den begrænsede plads og de truende rovdyr til artens tilbagegang på fastlandet.
Det anslås, at cirka 4.000 quokkaer lever på fastlandet, hvor næsten alle fastlandsbestande er grupper på færre end 50, dog er der bestande på op til 700 quokkaer. I 2015 udryddede en omfattende skovbrand nær byen Northcliffe næsten en af de lokale fastlandsbestande, hvor man anslår at 90 % af bestandens 500 quokkaer døde.
I 2007 blev quokkabestanden på Rottnest Island anslået til at være mellem 8.000 og 12.000. Slanger er quokkaens eneste fjende på øen. Befolkningen på Bald Island, hvor quokkaen ikke har nogle fjender, er 600–1.000. I slutningen af sommeren og ind i efteråret opstår der et sæsonmæssigt fald i quokkaer på øen Rottnest, hvor tab af vegetation og reduktion af tilgængeligt overfladevand kan føre til sult eller dehydrering.
Quokkaen oplevede det mest markante bestandfald fra 1930'erne til 1990'erne, hvor deres bestand blev reduceret med over halvdelen. Quokkaens bestand har været faldende siden 1930'erne og denne tendens gør sig stadig gældende i dag. Deres tilstedeværelse på fastlandet er faldet i en sådan grad, at de nu kun findes i små grupper omkring byen Perth. Quokkaen er derfor opført som sårbar i overensstemmelse med IUCN-kriterierne.

## Quokkaer og mennesker
Quokkaer har en smule frygt for mennesker, men nærmer sig dog ofte mennesker, især på Rottnest Island, hvor quokkaerne er talrige. Selvom man primært kan omgås quokkaerne ufarligt, er der flere årlige tilfælde på at quokkaer bider mennesker, især børn. Der er på Rottnest Island strenge restriktioner med hensyn til fodring af quokkaerne. Det er ulovligt for almindelige mennesker at røre ved quokkaerne, og fodring, især med "menneskeføde", frarådes især, da de let kan blive syge eller dehydreres derved. En overtrædelse af disse regler kan resultere i en bøde på 300 AUD (ca. 1.400 DKK).
Quokkaer kan også iagttages i flere zoologiske haver og dyreparker rundt om i Australien, herunder Perth Zoo, Taronga Zoo, Wild Life Sydney og Adelaide Zoo. Det er heller ikke her tilladt at røre ved quokkaerne, uden særskilt tilladelse fra det tilsynsførende personale.

### Selfies med quokkaer
I midten af 2010'erne fik quokkaen et ry på internettet som "verdens lykkeligste dyr" på grund af dens smil. Mange billeder af smilende quokkaer er siden gået viralt, og "quokka-selfien" blev en populær trend på sociale medier, hvor berømtheder som Chris Hemsworth, Shawn Mendes, Margot Robbie, Roger Federer og Kim Donghyuk tog selfies med quokkaer. Antallet af turister på Rottnest Island er herefter betydeligt steget.